# Lungenventilation

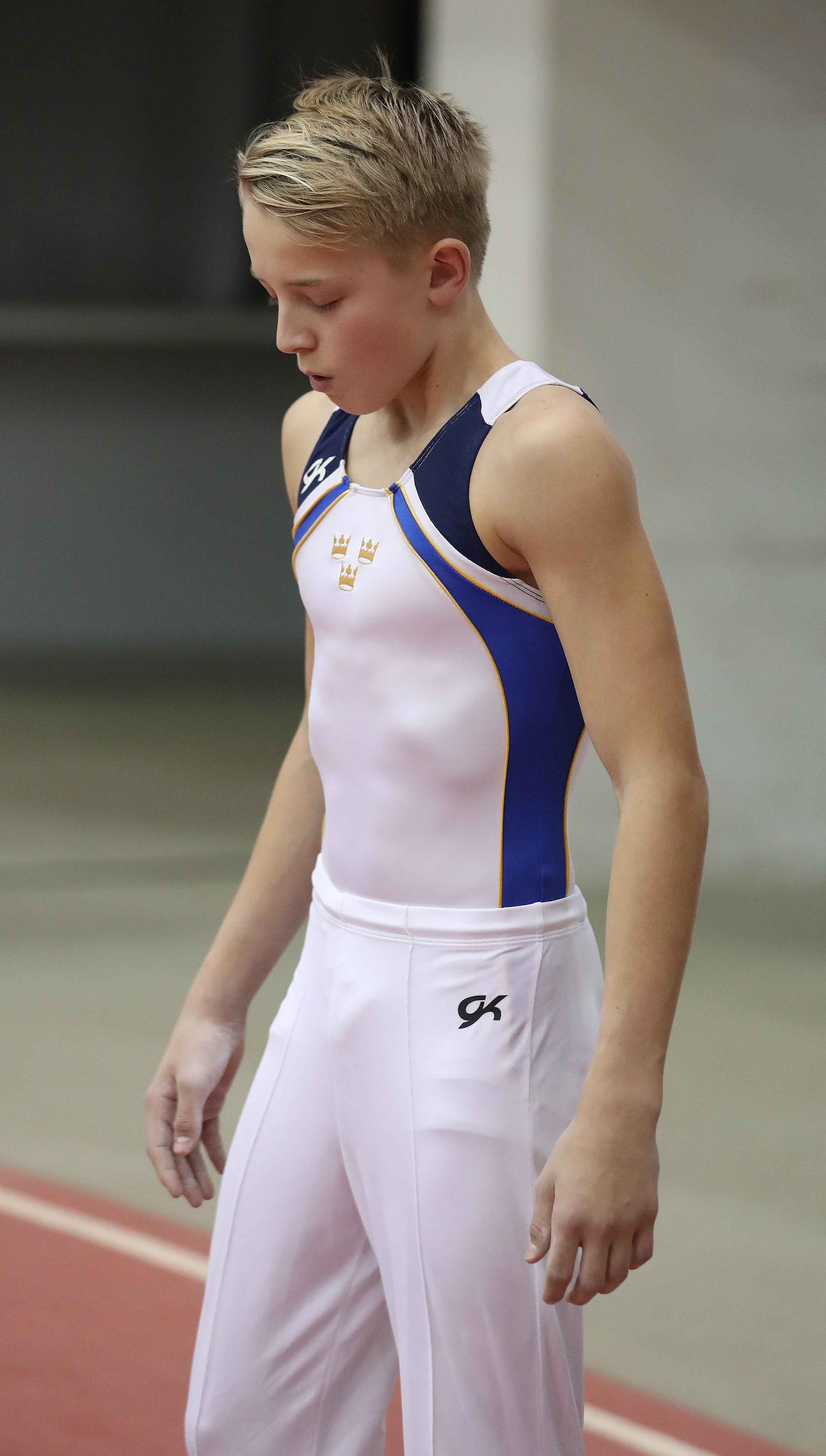
Ein junger Turner kontrolliert seine Atmung vor der Übung.

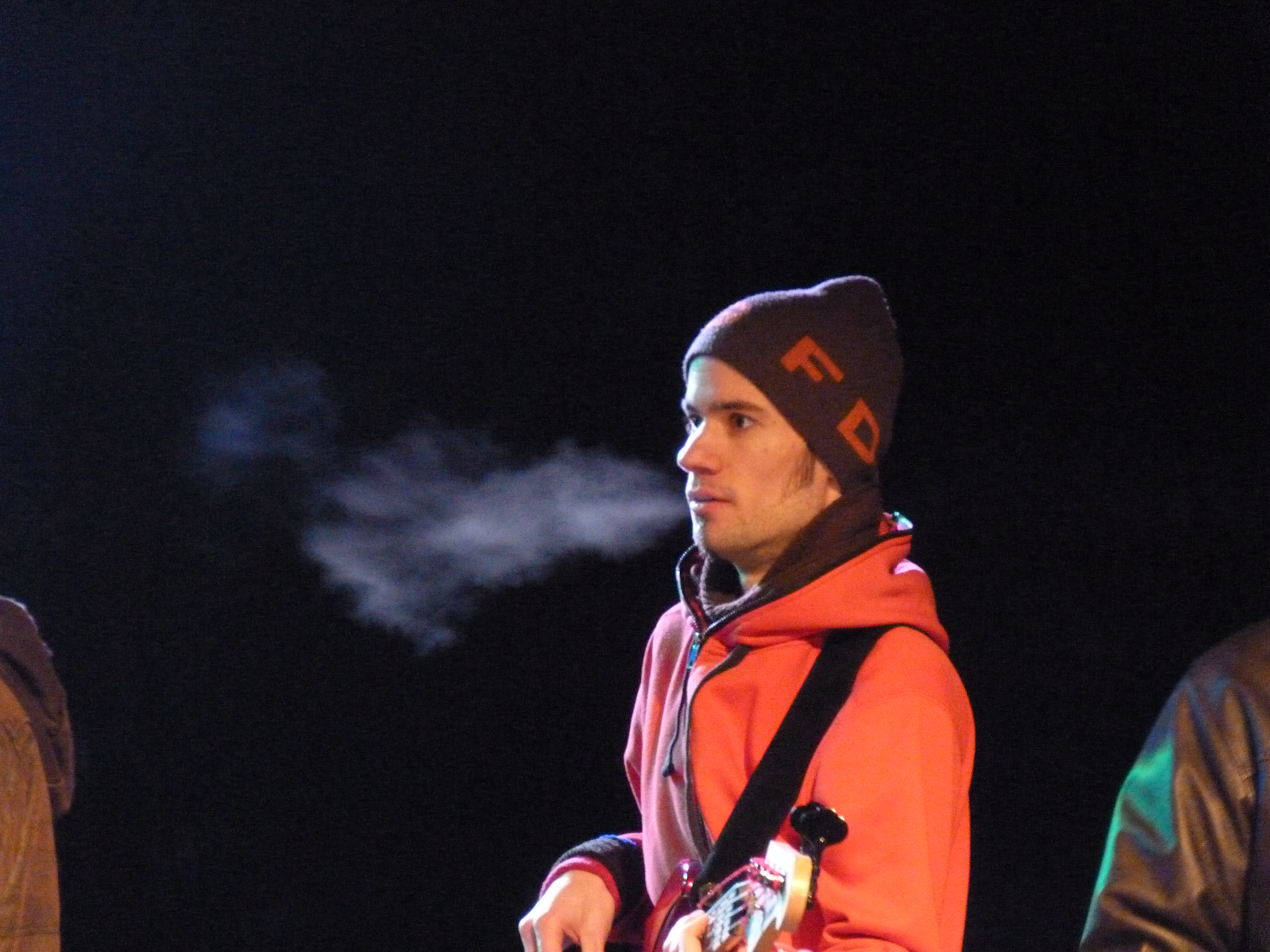
Sichtbare Atemluft in der Kälte

Die Lungenventilation, kurz auch als Ventilation bezeichnet, beschreibt die Atmung in der Bedeutung Lungenbelüftung und damit die „Fähigkeit, den Brustraum zu vergrößern und zu verkleinern und damit lebensnotwendige Luft in ihn einzusaugen und aus ihm auszupressen“. Die Ventilation ermöglicht den Gasaustausch in den Lungenbläschen (Respiration, Atmung im zweiten Wortsinne), indem sie den Sauerstoffpartialdruck hoch und den Kohlenstoffdioxidpartialdruck niedrig hält, sodass Sauerstoff ins Blut übertreten und CO2 abgeatmet werden kann. Die Ventilation ist keine Leistung der Lunge selbst (die Säugetierlunge besitzt keine Muskulatur), sondern des Zwerchfells und der Zwischenrippenmuskeln, die – vom Gehirn über Nerven gesteuert – das im Brustkorb zur Verfügung stehende Volumen periodisch vergrößern und verkleinern. Die zur Ventilation notwendigen Strukturen werden zusammenfassend als Atempumpe bezeichnet; Erkrankungen der Lunge, der Atemwege oder der Atempumpe können zu Ventilationsstörungen bis hin zur respiratorischen Insuffizienz führen. Die Messung von Ventilationsgrößen zu diagnostischen Zwecken heißt Lungenfunktionsprüfung; dabei werden Atemzugvolumina und Volumenstromstärken per Spirometrie, ggf. auch das nach maximaler Ausatmung in der Lunge verbleibende Volumen per Bodyplethysmographie bestimmt.

## Lungenatmung der Wirbeltiere

### Atemwege

Die Atemwege des Menschen

Beim Atmen strömt die Luft durch den Mund oder durch die Nase in den Körper. Wird durch die Nase eingeatmet, wird die Luft zunächst durch Härchen der Nase und durch Schleimhäute gereinigt, angefeuchtet und angewärmt. Anschließend gelangt die Atemluft über den Rachenraum vorbei an Kehlkopf und Stimmlippen in die Luftröhre. Die Luftröhre verzweigt sich in die beiden Äste der Bronchien, die sich immer weiter als Bronchiolen verzweigen. In der Luftröhre wird die Luft noch einmal durch kleine Flimmerhärchen gereinigt. Am Ende befinden sich die Lungenbläschen in der Lunge, durch deren dünne Membran Sauerstoff in die Blutgefäße übertritt und auf umgekehrtem Weg Kohlenstoffdioxid aus dem Blut über die Alveolarluft in die Luft abgegeben wird.

### Atemmechanik der Säuger
Atemmechanik beschreibt die durch Lungenvolumina, Atemwegsdrücke sowie Strömungswiderstände beeinflussten statischen und dynamischen Kräfte, die der Ventilation begrenzend entgegenwirken. Die beiden Lungenflügel füllen bis auf einen schmalen Spalt die paarige Pleurahöhle im Brustraum aus. Dieser vergrößert sich durch Aufrichten der Rippen (Brustatmung) und Herabziehen des muskulösen Zwerchfells (Bauchatmung). Da der mit Flüssigkeit gefüllte Pleuraspalt sein Volumen nicht ändert, muss die Lunge dieser Ausdehnung folgen und füllt sich über die Atemwege mit Luft. Dabei dehnen sich die Lungenbläschen gegen die Oberflächenspannung aus. Eine seifenähnliche Flüssigkeit (Surfactant) setzt diese Oberflächenspannung herab, um einerseits die Atemmuskulatur zu entlasten und andererseits den Kollaps gerade der kleineren Bläschen zu vermeiden. Gleichzeitig verhindern elastische Fasern die Überdehnung schon gedehnter Bläschen (zur Instabilität im Zusammenhang mit der Oberflächenspannung siehe Young-Laplace-Gleichung). Zu einer gleichmäßigen Belüftung verschiedener Teile der Lunge trägt auch die Regelung der Bronchiolen-Durchmesser bei.
Bei der Ausatmung entspannt sich die Atemmuskulatur und lässt die Lunge sich zusammenziehen. Dabei bleibt der Druck im Pleuraspalt meist leicht negativ. Die exspiratorische Atemhilfsmuskulatur dient nur forcierter Ausatmung bei körperlicher Anstrengung, beim Sprechen, Singen, Husten oder bei Atemnot.

### Totraumventilation
Die leitenden Atemwege von Nase/Mund über Rachen, Luftröhre und Bronchien bis hin zu den Bronchiolen bilden den anatomischen Totraum, da sie zwar belüftet werden, dort aber kein Gasaustausch stattfindet. Der anatomische Totraum hat beim Erwachsenen ein Volumen von etwa 150 ml; bei Krankheiten wie dem Lungenemphysem kommt noch im relevanten Umfang funktioneller Totraum hinzu, also Alveolarraum, der für den Gasaustausch nicht ausreichend durchblutet ist. Das pro Zeitspanne eingeatmete Volumen heißt Atemzeitvolumen und berechnet sich als Produkt von Atemfrequenz und Atemzugvolumen. Das Atemzeitvolumen teilt sich auf die alveoläre und die Totraumbelüftung auf; da bei jedem Atemzug zunächst der Totraum bedient wird, wirkt sich eine schnelle und flache Atmung trotz gleichbleibendem Atemzeitvolumen negativ auf die alveoläre Belüftung aus. Das alveoläre Gasgemisch wird bei jedem Atemzug nur zum Teil durch Frischluft ersetzt; der Ventilationskoeffizient gibt den pro Atemzug ausgetauschten Volumenanteil an.

### Atemsteuerung der Säuger
Gesteuert wird die Atmung durch das Gehirn beziehungsweise das Atemzentrum im verlängerten Mark (Medulla oblongata). Ausschlaggebend ist dabei die Reaktion von Chemorezeptoren auf den Kohlenstoffdioxid-Gehalt des Blutes. Übersteigt dieser einen gewissen Schwellenwert, setzt der Atemantrieb ein. Rezeptoren, die auf den pH-Wert des arteriellen Blutes sowie einen Sauerstoffmangel reagieren, haben nur eine zweitrangige Bedeutung als Atemreiz.
Über die sensiblen Fasern des Nervus vagus wird auch die Ausdehnung der Lunge erfasst. Überschreitet diese ein gewisses Maß, so wird die Respiration reflektorisch begrenzt.

## Messgrößen beim Menschen
Die wesentlichen Parameter der Lungenventilation sind die Atemfrequenz und die Atemvolumina. Die durchschnittliche Zahl der Ein- und Ausatmungen pro Minute (die Atemfrequenz {\displaystyle f_{\mathrm {Min} }}) beträgt unter Ruhebedingungen
| Alter       | Atemzüge pro Minute |
| ----------- | ------------------- |
| Erwachsene  | 11–15               |
| Jugendliche | 16–19               |
| Schulkind   | 20                  |
| Kleinkind   | 25                  |
| Säugling    | 30                  |
| Neugeborene | 40–50               |

In einem Atemzug atmet ein Erwachsener etwa 0,5 Liter ein (Atemzugvolumen {\displaystyle V_{\mathrm {Zug} }}).
Das Atemminutenvolumen {\displaystyle V_{\mathrm {Min} }} ist die Summe aller Atemzugvolumina {\displaystyle V_{\mathrm {Zug} }} innerhalb einer Minute. Als Liter pro Minute verstanden:
{\displaystyle {\dot {V}}=f_{\mathrm {Min} }\cdot V_{\mathrm {Zug} }}
Beispiel: 4,2 l/min = 12/min × 0,35 l
Das Totraumvolumen {\displaystyle V_{\mathrm {tot} }} ist die Luftmenge, die nicht aktiv am Gasaustausch beteiligt ist, also bei der Atmung im gasleitenden System (Raum zwischen Mund und Lungenbläschen) „stehen bleibt“. Beim Ruheatemzug eines Erwachsenen von etwa 500 ml entspricht das Totraumvolumen etwa 30 % des gesamten Atemvolumens, d. h. etwa 150–200 ml.
Der Atemdruck des erwachsenen Menschen bewegt sich normalerweise um die 50 mbar, maximal werden ca. 160 mbar erreicht.

## Störungen
Die normale, ungestörte Atmung wird Eupnoe genannt. Das Gefühl, schlecht Luft zu bekommen, heißt Atemnot oder Dyspnoe; es entsteht, wenn der Atemantrieb nicht befriedigt werden kann. Neben den hier dargestellten Ventilationsstörungen kommen Sauerstoffmangel in der Einatemluft sowie alle Störungen des Gastransports im Körper als Ursache infrage, also auch Störungen der Diffusion in der Lunge (Respirationsstörungen), mangelnde Pumpfunktion des Herzens oder verminderte Sauerstofftransportkapazität bei einem Mangel des roten Blutfarbstoffs (Anämie). Die Störungen der Atmung werden in der ICD-10 unter den Symptomen, die das Kreislaufsystem und das Atmungssystem betreffen, als R06 zusammengefasst.
Ventilationsstörungen bewirken einen zu hohen CO2-Partialdruck (Hyperkapnie) und sekundär einen zu niedrigen Sauerstoffpartialdruck (Hypoxie), beides sowohl in den Alveolen als auch im Blut. Der erhöhte CO2-Partialdruck im Blut stört den Säure-Basen-Haushalt: Es entsteht eine Übersäuerung durch Kohlensäure, die respiratorische Azidose. Sowohl die Azidose als auch der hohe CO2-Partialdruck selbst stellen einen Atemreiz dar. Bei chronischen Ventilationsstörungen (klassisches Beispiel: COPD) nimmt dieser Reiz mit der Zeit ab und der Atemantrieb hängt zunehmend vom Sauerstoffpartialdruck ab; die Betroffenen tolerieren nun einen höheren CO2-Partialdruck, was sie vor Atemstillstand durch Überlastung der Atempumpe schützt.
Ein völliges Aussetzen der Atmung – auch willentlich – wird als Apnoe bezeichnet. Vertiefte Atmung heißt Hyperpnoe, verflachte Hypopnoe. Eine erhöhte Atemfrequenz wird als Tachypnoe, eine erniedrigte als Bradypnoe bezeichnet. Hyperventilation bezeichnet eine den Bedarf übersteigende, Hypoventilation eine nicht bedarfsgerechte Ventilation. Adäquat gesteigerte Ventilation heißt Mehratmung.

### Obstruktion
- Verengung der oberen Atemwege → erschwerte Inspiration
  - Schwellung durch Entzündung (z. B. Pseudokrupp, Epiglottitis, Allergie)
  - Fremdkörperaspiration
  - Tumor
  - obstruktives Schlafapnoe-Syndrom
  - Vocal Cord Dysfunction
  - Erwürgen
- Verengung der unteren Atemwege → erschwerte Expiration
  - Asthma bronchiale
  - COPD (schwere chronische Bronchitis, ggf. verbunden mit einem Lungenemphysem als respiratorischer Störung)

### Restriktion
- Lungenfibrose (Folge diverser interstitieller Lungenerkrankungen)
- Pneumothorax, Pleuraerguss, Pleuraschwarte
- Deformitäten des Brustkorbs (z. B. Spondylitis ankylosans, Kyphoskoliose), schwere Adipositas, letztes Schwangerschaftsdrittel

### Neuromuskuläre Erkrankungen
- Zwerchfelllähmung durch Läsion des Nervus phrenicus, Querschnittlähmung ab C4 oder höher (tödlich, wenn nicht unverzüglich beatmet wird)
- Myasthenia gravis, Guillain-Barré-Syndrom, ALS (Todesursache bei Behandlungsabbruch im Endstadium)
- Substanzen mit Wirkung an der neuromuskulären Endplatte (z. B. Muskelrelaxantien, das Schlangengift Bungarotoxin)

### Störungen des Atemantriebs
Das Atemzentrum im Hirnstamm kann auf unterschiedliche Weise in seiner Funktion gestört werden; schlimmstenfalls kommt es zur zentralen Atemlähmung. Neben Hypopnoe und Apnoe können pathologische Atmungsformen wie Biot-Atmung, Cheyne-Stokes-Atmung oder Schnappatmung resultieren.
- Gifte, Drogen, Medikamente (z. B. Opioide)
- Druck (untere Einklemmung als Folge erhöhten Hirndrucks)
- Ischämie durch Herzstillstand, Erhängen oder Erdrosseln

Störungen des Säure-Basen-Haushalts werden wenn möglich durch gesteigerte oder verringerte Ventilation kompensiert, die resultierende Hyperventilation bzw. Hypoventilation ist dabei ebenfalls die Folge eines veränderten Atemantriebs, der hier aber eine adäquate Reaktion darstellt. Die Kussmaul-Atmung ist typisch für die diabetische Ketoazidose.

### Weitere
- psychogene Hyperventilation
- Schnarchen
- Schluckauf

### Therapie
Wenn keine ursächlichere Behandlung möglich ist, werden ventilatorische Störungen durch Beatmung über Maske oder Tubus therapiert, als lebensrettende Sofortmaßnahme dient die Atemspende. Sauerstoffgabe ist nicht Mittel der ersten Wahl; bei einer COPD kann sie insofern hilfreich sein, als sie die chronisch überlastete Atempumpe schont.
Infolge einer endobronchialen Intubation kann es als sogenannte Fehlintubation (im Rahmen der Notfallversorgung oder der Narkoseeinleitung) zu einer einseitigen Ventilation kommen. Die Diagnose kann durch Auskultation gestellt werden, wenn in der nichtbelüfteten Lunge das Fehlen von Ventilationsgeräuschen festgestellt wird. Die Gefahr solcher Fehlintubationen ist besonders bei Kindern (aufgrund der kurzen Luftröhre) gegeben.